# Eurovision Song Contest 1980
Der 25. Eurovision Song Contest fand am 19. April 1980 in Den Haag statt, nachdem sich die IBA des Vorjahressiegers Israel aus finanziellen Gründen außerstande gesehen hatte, die Veranstaltung zum zweiten Mal hintereinander auszurichten. Da die einspringende niederländische NOS den Austragungstermin auf den 19. April festlegte, der 1980 mit dem israelischen Gedenktag Jom haZikaron zusammenfiel, verzichtete Israel auch auf die Teilnahme. Dies war bis 2023 das letzte Jahr, in dem das Land des Vorjahressiegers nicht Gastgeberland war.

## Austragungsort
Gemäß den Regeln hatte der israelische Rundfunk IBA nach dem Sieg in Jerusalem im Vorjahr das Recht, den Wettbewerb erneut auszutragen. Aus finanziellen Gründen gab die IBA dieses Recht schließlich an die EBU zurück. Diese bot es zunächst dem Zweitplatzierten Spanien an, wo RTVE eine Austragung in Torremolinos plante, welche allerdings ebenfalls scheiterte. Auch die BBC, die die Veranstaltung bisher jedes Mal ausrichtete, wenn der Vorjahressieger dies nicht wollte oder konnte, lehnte ab. Nach monatelangen Verhandlungen, bei denen auch eine Absage im Raum stand, erklärte sich schließlich die niederländische Rundfunkanstalt NOS bereit, den ESC 1980 zu veranstalten. Ende November 1979 wurde Den Haag als Austragungsort bekanntgegeben. Aufgrund des enormen Zeitdrucks wurden die Austragungsorte und große Teile der Bühne von 1976 wiederverwendet, als die Niederlande den ESC zuletzt ausrichtete.

## Besonderheiten

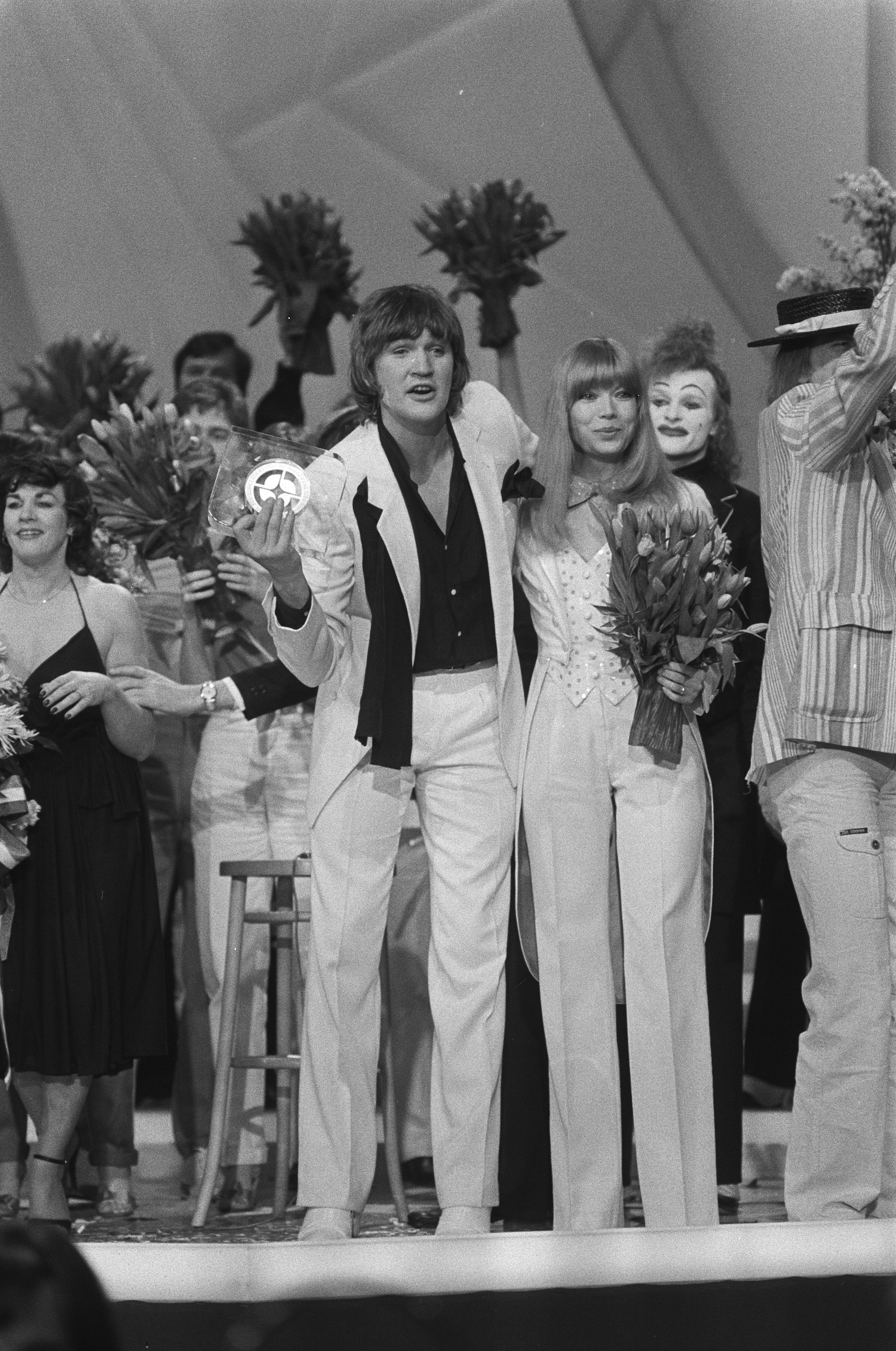
Sieger Johnny Logan mit Katja Ebstein nach dem Finale

Gewinner wurde der Ire Johnny Logan mit What’s Another Year? vor Theater von Katja Ebstein aus Deutschland. Aber auch die Schweiz war mit dem Ergebnis zufrieden, Paola und Cinéma belegten Platz 4, Du bist Musik von Blue Danube aus Österreich belegte Platz 8.
Außerdem nahm Marokko zum ersten und einzigen Mal teil, aber erfolglos. Bitakat hob von Samira Bensaïd, welches Vorletzter wurde, war auch lange Zeit das einzige arabischsprachige Lied in der Geschichte des ESC. Erst beim Eurovision Song Contest 2009 nahm Israel mit einem Titel teil, der neben einem englischen und hebräischen Teil auch einen arabischsprachigen Teil aufwies. Dafür erreichte der Vertreter Luxemburgs, Papa pingouin von Sophie & Magaly einen hohen Kultstatus. Das Lied von Ralph Siegel und Bernd Meinunger, welche auch den deutschen Beitrag verfassten, kam auf Platz 9.
Das Trio Telex aus Belgien war der erste Auftritt einer Gruppe mit rein elektronischen Instrumenten. Auf der Bühne stand ein schrankgroßer modularer Synthesizer, den Sänger Michel Moers wirkungsvoll erst anschaltete. Begleitet wurde er von zwei links und rechts platzierten Keyboards, die von Marc Moulin und Dan Lacksman bedient wurden. Der Beitrag Euro-vision war ebenfalls der erste Beitrag über den Wettbewerb selbst. Telex erhielt 14 Punkte und erreichte den 17. Platz.

## Teilnehmer

Teilnehmende Länder
Länder, die bereits an einem früheren ESC teilgenommen hatten, aber nicht im Jahr 1980

Marokko nahm 1980 zum ersten und einzigen Mal am Eurovision Song Contest teil. Die Türkei kehrte zurück, aber Monaco und Israel verzichteten auf eine Teilnahme, so dass wie im Vorjahr 19 Länder am Wettbewerb teilnahmen.

### Wiederkehrende Interpreten
| Land        | Interpret      | Vorherige(s) Teilnahmejahr(e)           |
| ----------- | -------------- | --------------------------------------- |
| Deutschland | Katja Ebstein  | 1970 • 1971                             |
| Niederlande | Maggie MacNeal | 1974 (als Mitglied von Mouth & MacNeal) |
| Schweiz     | Paola          | 1969                                    |

### Dirigenten
Jedes Lied außer das von Belgien wurde mit Live-Musik begleitet bzw. kam Live-Musik zum Einsatz – folgende Dirigenten leiteten das Metropole Orkest bei dem jeweiligen Land:
- Österreich – Richard Oesterreicher
- Türkei – Attila Özdemiroğlu
- Griechenland – Jick Nacassian
- Luxemburg – Norbert Daum
- Marokko – Jean Claudric
- Italien – Del Newman
- Dänemark – Allan Botschinsky
- Schweden – Anders Berglund
- Schweiz – Peter Reber
- Finnland – Ossi Runne
- Norwegen – Sigurd Jansen
- BR Deutschland – Wolfgang Rödelberger
- Vereinigtes Königreich – John Coleman
- Portugal – Jorge Machado
- Niederlande – Rogier van Otterloo
- Frankreich – Sylvano Santorio
- Irland – Noel Kelehan
- Spanien – Javier Iturralde
- Belgien – keine Orchesterbegleitung

## Abstimmungsverfahren
In jedem Land gab es eine elfköpfige Jury, die zunächst die zehn besten Lieder intern ermittelten. Danach vergaben die einzelnen Jurys 12, 10, 8, 7, 6, 5, 4, 3, 2 Punkte und 1 Punkt an diese zehn besten Lieder. Bei der Verkündung der Punkte gab es eine Neuerung: Ab diesem Jahr wurden die von einem Land vergebenen Punkte in aufsteigender Wertigkeit der Punkte selbst (1, 2, 3, … 12) verlesen, während in früheren Jahren die Wertungen nach der Startreihenfolge bekanntgegeben worden waren (1979 beispielsweise: Italien 8 Punkte, Irland 5 Punkte …)

## Platzierungen
| Platz | Startnr. | Land                   | Interpret                                             | Lied Musik (M) und Text (T)                                                          | Sprache        | Übersetzung                         | Punkte | Bild                              |
| ----- | -------- | ---------------------- | ----------------------------------------------------- | ------------------------------------------------------------------------------------ | -------------- | ----------------------------------- | ------ | --------------------------------- |
| 01.   | 17       | Irland                 | Johnny Logan                                          | What’s Another Year? M/T: Shay Healy                                                 | Englisch       | Was ist schon ein Jahr?             | 143    | Johnny Logan                      |
| 02.   | 12       | BR Deutschland         | Katja Ebstein                                         | Theater M: Ralph Siegel; T: Bernd Meinunger                                          | Deutsch        | —                                   | 128    | Katja Ebstein                     |
| 03.   | 13       | Vereinigtes Königreich | Prima Donna                                           | Love Enough for Two M/T: Stephanie de Sykes, Stuart Slater                           | Englisch       | Genug Liebe für zwei                | 106    | Prima Donna                       |
| 04.   | 09       | Schweiz                | Paola                                                 | Cinéma M: Peter Reber; T: Peter Reber, Véronique Müller                              | Französisch    | Kino                                | 104    | Paola                             |
| 05.   | 15       | Niederlande            | Maggie MacNeal                                        | Amsterdam M: Frans Smit, Robert Verwey, Sjoukje Smit-van 't Spijker; T: Alex Alberts | Niederländisch | —                                   | 093    | Maggie MacNeal                    |
| 06.   | 06       | Italien                | Alan Sorrenti                                         | Non so che darei M/T: Alan Sorrenti                                                  | Italienisch    | Ich weiß nicht, was ich geben würde | 087    | Alan Sorrenti                     |
| 07.   | 14       | Portugal               | José Cid                                              | Um grande, grande amor M/T: José Cid                                                 | Portugiesisch  | Eine großartige Liebe               | 071    | José Cid                          |
| 08.   | 01       | Österreich             | Blue Danube                                           | Du bist Musik M/T: Klaus-Peter Sattler                                               | Deutsch        | —                                   | 064    | Blue Danube                       |
| 09.   | 04       | Luxemburg              | Sophie & Magaly                                       | Papa Pingouin M: Ralph Siegel, Bernd Meinunger; T: Pierre Delanoë, Jean-Paul Cara    | Französisch    | Papa Pinguin                        | 056    | Sophie & Magaly                   |
| 10.   | 08       | Schweden               | Tomas Ledin                                           | Just nu! M/T: Tomas Ledin                                                            | Schwedisch     | Gerade jetzt!                       | 047    | Tomas Ledin                       |
| 11.   | 16       | Frankreich             | Profil                                                | Hé, hé m’sieurs dames M: Sylvano Sontorio; T: Richard de Bordeaux, Richard Joffo     | Französisch    | Hey, hey, meine Damen und Herren    | 045    | Profil                            |
| 12.   | 18       | Spanien                | Trigo Limpio                                          | Quédate esta noche M/T: José Antonio Martin                                          | Spanisch       | Bleib heute Nacht                   | 038    | Trigo Limpio                      |
| 13.   | 03       | Griechenland           | Anna Vissi & The Epikouri Άννα Βίσση και Οι Επίκουροι | Autostop Ωτοστοπ M: Jick Nacassian; T: Rony Sofu                                     | Griechisch     | —                                   | 030    | Anna Vissi & The Epikouri         |
| 14.   | 07       | Dänemark               | Bamses Venner                                         | Tænker altid på dig M: Bjarne Gren Jensen; T: Flemming Jørgensen                     | Dänisch        | Ich denke immer an dich             | 025    | Bamses Venner                     |
| 15.   | 02       | Türkei                 | Ajda Pekkan                                           | Petr’oil M: Atilla Özdemiroğlu; T: Şanar Yurdatapan                                  | Türkisch       | Öl                                  | 023    | Ajda Pekkan                       |
| 16.   | 11       | Norwegen               | Sverre Kjelsberg and Mattis Hætta                     | Sámiid ædnan M: Sverre Kjelsberg; T: Ragnar Olsen                                    | Norwegisch a   | Land der Samen                      | 015    | Sverre Kjelsberg und Mattis Hætta |
| 17.   | 19       | Belgien                | Telex                                                 | Euro-vision M/T: Michel Moers, Dan Lacksman, Marc Moulin                             | Französisch    | —                                   | 014    | Telex                             |
| 18.   | 05       | Marokko                | Samira Bensaïd سميرة سعيد                             | Bitakat hob بطاقة حب M: Abdel Ati Amenna; T: Malou Rouanne                           | Arabisch       | Eine Nachricht der Liebe            | 007    | Samira Bensaïd                    |
| 19.   | 10       | Finnland               | Vesa-Matti Loiri                                      | Huilumies M: Aarno Raninen; T: Vexi Salmi                                            | Finnisch       | Der Flötenspieler                   | 006    | Vesa-Matti Loiri                  |

## Punktevergabe

Karte der Punktevergabe für den Siegertitel aus Irland nach Ländern

| Land | Abstimmungsergebnisse | Abstimmungsergebnisse | Abstimmungsergebnisse | Abstimmungsergebnisse | Abstimmungsergebnisse | Abstimmungsergebnisse | Abstimmungsergebnisse | Abstimmungsergebnisse | Abstimmungsergebnisse | Abstimmungsergebnisse | Abstimmungsergebnisse | Abstimmungsergebnisse | Abstimmungsergebnisse | Abstimmungsergebnisse | Abstimmungsergebnisse | Abstimmungsergebnisse | Abstimmungsergebnisse | Abstimmungsergebnisse | Abstimmungsergebnisse | Abstimmungsergebnisse | Abstimmungsergebnisse |
| Land | Punkte                | AT                    | TR                    | GR                    | LU                    | MA                    | IT                    | DK                    | SE                    | CH                    | FI                    | NO                    | DE                    | UK                    | PT                    | NL                    | FR                    | IE                    | ES                    | BE                    | Votings               |
| --- | --------------------- | --------------------- | --------------------- | --------------------- | --------------------- | --------------------- | --------------------- | --------------------- | --------------------- | --------------------- | --------------------- | --------------------- | --------------------- | --------------------- | --------------------- | --------------------- | --------------------- | --------------------- | --------------------- | --------------------- | --------------------- |
| Österreich | 064                   |                       | –                     | 1                     | –                     | 3                     | 4                     | 5                     | 1                     | 4                     | 5                     | 6                     | 4                     | 6                     | 3                     | 3                     | 4                     | 10                    | 4                     | 1                     | 16                    |
| Türkei | 023                   | 3                     |                       | –                     | –                     | 12                    | 8                     | –                     | –                     | –                     | –                     | –                     | –                     | –                     | –                     | –                     | –                     | –                     | –                     | –                     | 03                    |
| Griechenland | 030                   | 5                     | –                     |                       | 1                     | –                     | 2                     | 2                     | –                     | –                     | –                     | 4                     | –                     | 3                     | 1                     | 8                     | –                     | 4                     | –                     | –                     | 09                    |
| Luxemburg | 056                   | 1                     | 1                     | –                     |                       | –                     | –                     | 4                     | 6                     | –                     | 3                     | 7                     | –                     | 8                     | –                     | –                     | 7                     | 8                     | 3                     | 8                     | 11                    |
| Marokko | 007                   | –                     | –                     | –                     | –                     |                       | 7                     | –                     | –                     | –                     | –                     | –                     | –                     | –                     | –                     | –                     | –                     | –                     | –                     | –                     | 01                    |
| Italien | 087                   | 2                     | 6                     | 2                     | –                     | –                     |                       | 3                     | 10                    | 8                     | 6                     | 2                     | 7                     | 4                     | 12                    | 1                     | 2                     | 2                     | 10                    | 10                    | 16                    |
| Dänemark | 025                   | –                     | –                     | 4                     | –                     | 2                     | –                     |                       | –                     | 6                     | 7                     | 1                     | 5                     | –                     | –                     | –                     | –                     | –                     | –                     | –                     | 06                    |
| Schweden | 047                   | –                     | 8                     | 10                    | 10                    | 6                     | 5                     | –                     |                       | 5                     | –                     | –                     | 2                     | –                     | –                     | –                     | –                     | –                     | 1                     | –                     | 08                    |
| Schweiz | 104                   | 6                     | 2                     | –                     | 5                     | 7                     | 3                     | 8                     | 2                     |                       | 12                    | 10                    | 10                    | 7                     | 6                     | 10                    | –                     | 12                    | 2                     | 2                     | 16                    |
| Finnland | 006                   | –                     | –                     | –                     | –                     | –                     | –                     | –                     | –                     | –                     |                       | 5                     | –                     | –                     | –                     | –                     | 1                     | –                     | –                     | –                     | 02                    |
| Norwegen | 015                   | –                     | –                     | –                     | –                     | 4                     | –                     | –                     | –                     | –                     | –                     |                       | 6                     | –                     | –                     | 2                     | 3                     | –                     | –                     | –                     | 04                    |
| Deutschland | 128                   | 8                     | 10                    | –                     | 3                     | 10                    | 12                    | 7                     | 5                     | 7                     | 2                     | –                     |                       | 10                    | 8                     | 12                    | 10                    | 5                     | 12                    | 7                     | 16                    |
| Vereinigtes Königreich                                                                                                 | 106                   | 7                     | 5                     | –                     | 8                     | 8                     | –                     | 10                    | 12                    | 10                    | 4                     | –                     | 3                     |                       | 7                     | 7                     | 5                     | 6                     | 8                     | 6                     | 15                    |
| Portugal | 071                   | –                     | 4                     | 5                     | 4                     | –                     | 10                    | 6                     | 8                     | 2                     | 1                     | 8                     | 1                     | –                     |                       | 5                     | 6                     | 7                     | –                     | 4                     | 14                    |
| Niederlande | 093                   | 12                    | 12                    | 6                     | 12                    | –                     | –                     | –                     | 3                     | 3                     | 10                    | –                     | 8                     | 2                     | 4                     |                       | 12                    | 1                     | 5                     | 3                     | 14                    |
| Frankreich | 045                   | –                     | 3                     | 7                     | 2                     | 1                     | –                     | 1                     | 4                     | 1                     | –                     | 3                     | –                     | 5                     | –                     | 4                     |                       | 3                     | 6                     | 5                     | 13                    |
| Irland | 143                   | 10                    | –                     | 12                    | 7                     | –                     | 1                     | 12                    | 7                     | 12                    | 8                     | 12                    | 12                    | 12                    | 5                     | 6                     | 8                     |                       | 7                     | 12                    | 16                    |
| Spanien | 038                   | 4                     | 7                     | 8                     | 6                     | 5                     | 6                     | –                     | –                     | –                     | –                     | –                     | –                     | –                     | 2                     | –                     | –                     | –                     |                       | –                     | 07                    |
| Belgien | 014                   | –                     | –                     | 3                     | –                     | –                     | –                     | –                     | –                     | –                     | –                     | –                     | –                     | 1                     | 10                    | –                     | –                     | –                     | –                     |                       | 03                    |
| Die Tabelle ist senkrecht nach der Auftrittsreihenfolge geordnet, waagerecht nach der chronologischen Punkteverlesung. |                       |                       |                       |                       |                       |                       |                       |                       |                       |                       |                       |                       |                       |                       |                       |                       |                       |                       |                       |                       |                       |

### Statistik der Zwölf-Punkte-Vergabe
| Anzahl | Land                   | erhalten von                                                                            |
| ------ | ---------------------- | --------------------------------------------------------------------------------------- |
| 7      | Irland                 | Belgien, Dänemark, Deutschland, Griechenland, Norwegen, Schweiz, Vereinigtes Königreich |
| 4      | Niederlande            | Frankreich, Luxemburg, Österreich, Türkei                                               |
| 3      | Deutschland            | Italien, Niederlande, Spanien                                                           |
| 2      | Schweiz                | Finnland, Irland                                                                        |
| 1      | Italien                | Portugal                                                                                |
| 1      | Türkei                 | Marokko                                                                                 |
| 1      | Vereinigtes Königreich | Schweden                                                                                |